# Martin Majoor

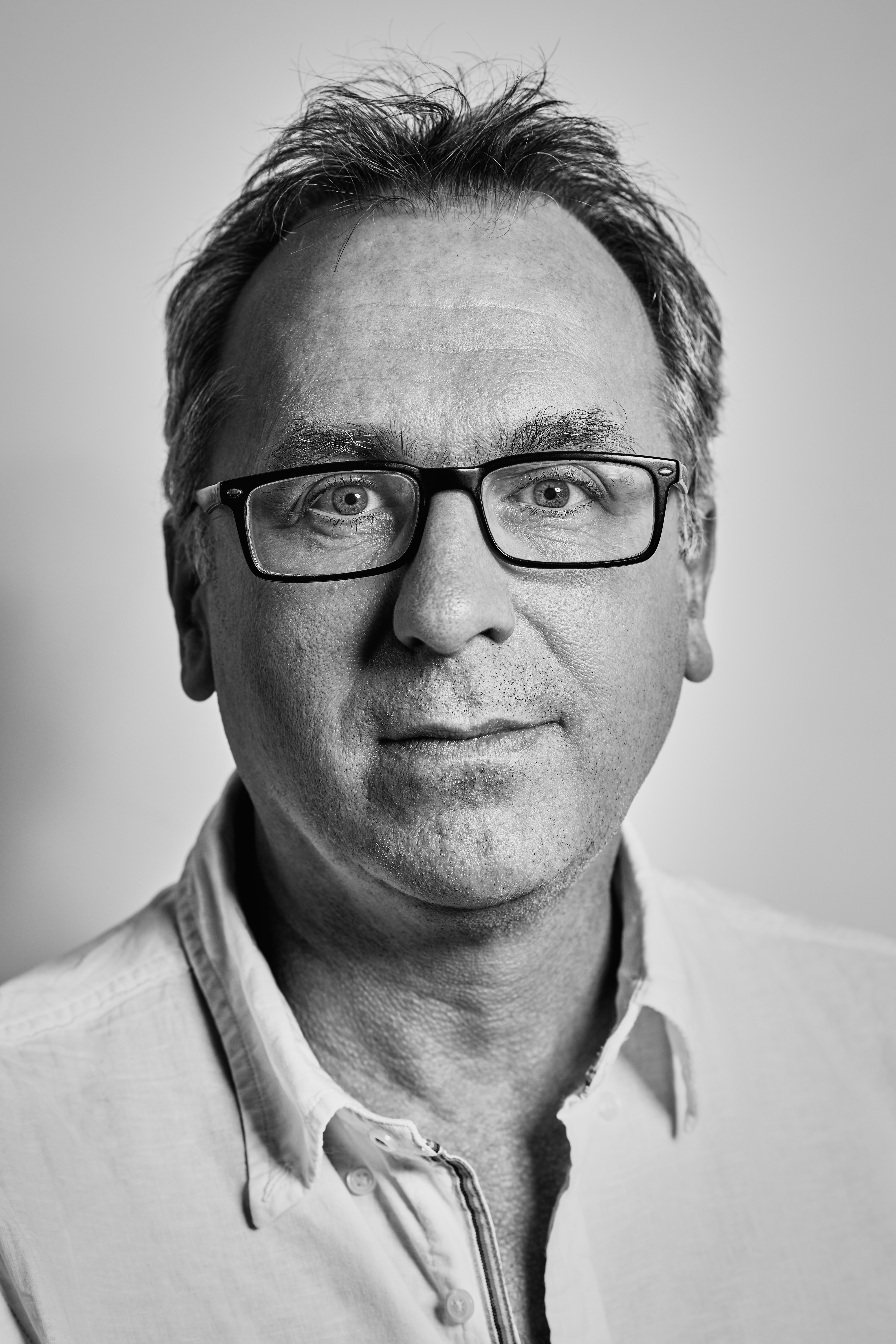
Martin Majoor, 2018

Martin Majoor (* 14. Oktober 1960 in Baarn, Niederlande) ist ein niederländischer Schriftentwerfer und Typograf.

## Biografie
Martin Majoor beschäftigt sich bereits seit Mitte der 1980er Jahre mit Schriftgestaltung. Während des Studiums an der Hochschule für Künste in Arnheim (1980–1985) arbeitete er bei URW in Hamburg, wo er in das erste digitale Schriftsystem IKARUS eingeführt wurde. Serré (1984) war seine erste digitalisierte Schrift. 1986 begann er seine berufliche Laufbahn als typografischer Gestalter in der Abteilung Forschung und Entwicklung bei Océ in den Niederlanden. Hier beschäftigte er sich mit Bildschirm-Typografie und der Entwicklung digitaler Schriften für Laserdrucker.
Majoor lehrte von 1990 bis 1996 an den Hochschulen für Künste in Arnheim und Breda. Er gab Vorlesungen in Antwerpen, Paris, San Francisco, Barcelona, Berlin, Warschau und Stockholm. Seine Arbeiten waren auf Ausstellungen in New York, Frankfurt, Köln und Paris zu sehen. Einige seiner Bücher wurden für ihre exzellente Typografie ausgezeichnet. Seit 1997 arbeitet Majoor als Buchgestalter und Schriftentwerfer in Arnheim und Warschau.

### Schriftgestaltung
1988 nahm er die Stelle eines Grafikdesigners am Muziekcentrum Vredenburg in Utrecht an. Das Grafikbüro der Konzerthalle verwendete als eines der ersten in den Niederlanden einen Computer für die Herstellung ihrer Drucksachen. Da die 16 Schriften, die es damals fürs Desktop-Publishing gab, weder Mediävalziffern noch Kapitälchen oder Ligaturen enthielten, entschloss sich Majoor, selbst eine Schrift zu entwerfen. Tatsächlich war seine Scala eine der ersten Mac-Schriften mit all diesen Eigenschaften. 1991 kam FF Scala als erste Textschrift der neu gegründeten FontFont-Bibliothek auf den Markt, herausgegeben von FSI FontShop International. Zwei Jahre später wurde Scala durch eine Serifenlose Version ergänzt, die Scala Sans.
1994 bekam Martin Majoor das Angebot, zusammen mit Jan Kees Schelvis das neue Telefonbuch der niederländischen PTT (jetzt KPN) zu gestalten. Er entwarf nicht nur die Typografie der Innenseiten, sondern entwickelte hierfür auch eine neue serifenlose Schrift namens Telefont. Die Version Telefont List verwendete er für die klein gesetzten Namen im Hauptteil des Nachschlagewerks, die Version Telefon Text für den Informationsteil im vorderen Bereich (wieder mit Kapitälchen und Mediävalziffern).
FF Scala Jewel, ein Satz von vier dekorativen Varianten, entstand 1996. Majoor bewertet diese Kuriosität als Reaktion auf den umfangreichen Telefonbuch-Job und die damit verbundene sachliche Arbeit. Zwei Jahre später wurde die Scala-Familie mit 13 neuen Versionen ausgebaut, darunter Light, Black und Condensed.
Die FF Seria-Familie – eine große Schriftfamilie mit Serifen- und serifenlosen Versionen – wurde 1996–2000 entworfen. Majoor bekam dafür zwei internationale Preise: den International Typographic Award 2001 in London, den anderen von der ATypI Type Design Competition Bukva:raz! in Moskau.
Die FF Nexus kam im Oktober 2004 bei FontShop International als erster OpenType-Font auf den Markt. Es ist eine Schriftsippe mit Serifen-, serifenlosen und Slabserif-Versionen, alle miteinander verwandt. Es gibt auch zwei Swash-Versionen und eine Schreibmaschinenvariante. 2006 bekam Majoor in London für Nexus den Creative Review Type Design Award in der Kategorie „Text Families“.

## Schriften von Martin Majoor
- FF Scala
- Telefont
- FF Seria
- FF Nexus
- FF Sada (in Zusammenarbeit mit Pascal Zoghbi)

### FF Scala

Schriftbeispiel der FF Scala

Schriftbeispiel der FF Scala Sans

Mit dem Design der Scala begann Martin Majoor 1987. Er arbeitete zu dieser Zeit als Grafikdesigner für das Musikzentrum Vredenburg in Utrecht, eines der ersten Büros, das mit Desktop-Publishing-Systemen arbeitete. Keine der ihm dort zur Verfügung stehenden 16 PostScript-Schriften beinhaltete Mediävalziffern, Kapitälchen oder Ligaturen, die er jedoch für seine Arbeit benötigte. Er entschloss sich, eine eigene Schrift für seinen Arbeitgeber zu gestalten, die seinen Ansprüchen genügte.
Er benannte die Schrift nach dem berühmten Opernhaus Teatro alla Scala in Mailand. Drei Gründe waren hierfür ausschlaggebend: das zu dieser Zeit bei Opernaufführungen sehr aktive Konzerthaus seines Arbeitgebers, die historischen Wurzeln des berühmten Vorbilds, die wie die seiner Schrift ins 18. Jahrhundert reichen, sowie die weitere Bedeutung des Wortes Scala (Spektrum). Damit wollte Majoor auf den Umfang der Schriftsippe hinweisen, die sowohl eine Antiqua- als auch eine serifenlose Version umfasst, jeweils in Schriftschnitten von Light bis Black, und sich sowohl für förmliche als auch für dekorative typografische Gestaltungsaufgaben eignet.
Die FF Scala ist eine serifenbetonte Renaissance-Antiqua, die 1990 als erste Textschrift des gerade neu gegründeten FontFont-Labels veröffentlicht wurde und seitdem weiter ausgebaut wurde, zuletzt im Rahmen der OpenType-Konvertierung. Wie viele zeitgenössische niederländische Antiquas ist sie kein Revival einer einzelnen historischen Schrift, sondern zeigt Einflüsse verschiedener Vorbilder. Majoor ließ sich beim Design von humanistischen Schriftarten wie der Bembo und von Schriften des französischen Typografen Pierre Simon Fournier des mittleren 18. Jahrhunderts beeinflussen. Im Gegensatz zu diesen Vorbildern bemühte er sich jedoch um einen schwächeren Kontrast und stärkere Serifen, da die meisten PostScript-Fonts seiner Ansicht nach zu dünn waren. Die Wurzeln der Kursiven der FF Scala sind noch älteren Ursprungs, sie sind inspiriert von Arbeiten des italienischen Schriftgestalters Ludovico Vicentino degli Arrighi (1475–1527).
Die FF Scala Sans ist eine humanistische (dynamische) serifenlose Linear-Antiqua mit Renaissance-Charakter, die 1993 als Pendant zur Serifenversion veröffentlicht wurde. Bei der Gestaltung wurden die Endstriche der FF Scala abgetrennt und ihr Kontrast angepasst. Sie basiert weiterhin auf der gleichen Grundform, sodass beide Familien gut kombiniert eingesetzt werden können. Das machte die Schriftsippe bei Grafikdesignern und Schriftsetzern sehr beliebt und sorgte für eine weite Verbreitung, gab es doch wenige digital verfügbare Familien, die derart gut ausgebaut und für den digitalen Schriftsatz optimiert waren. Auch die FF Scala Sans besitzt echte Kapitälchen, verschiedene Ziffernformen und zahlreiche Ligaturen.
1997 wurde zudem eine dekorative Sonderform von Großbuchstaben veröffentlicht, die FF Scala Jewels. Sie ist beeinflusst von holländischen dekorativen Versalien aus dem Barock.

### FF Seria
Seria ist die zweite große Schriftfamilie Majoors. Seine Scala hatte er als „typografisches Arbeitstier“ mit stämmiger Grundform für alle Anforderungen des Mengensatzes konzipiert, doch wegen ihrer untersetzten Geometrie, vor allem der geringen Unter- und Oberlängen, eignet sie sich weniger für Texte, die gestalterische Anmut verlangen, zum Beispiel Poetisches, Urkunden und gehobene Drucksachen.
Majoor erwog zunächst, für diese Ansprüche eine spezielle Version der Scala abzuleiten, erkannte aber schnell, dass nur ein Neuentwurf zu einer brauchbaren Werkschrift führen konnte. Die ersten Skizzen für die Seria fertigte er am 25. Juli 1996 im Zug von Berlin nach Warschau auf einer Serviette an.
Typisch für die Seria sind die extrem großen Ober- und Unterlängen, was automatisch eine kleine Mittellänge nach sich zieht. Sie folgt hierin der Tradition zweier wenig verbreiteter Vorbilder, nämlich der Centaur von Bruce Rogers und der Trinité von Bram de Does. Die wahrscheinlich ausgefallenste Eigenschaft der Seria ist die aufrechte Kursive („Italic“).
Wie bei der Scala leitete Majoor auch von der Seria eine serifenlose Version ab. Seria und Seria Sans enthalten Kapitälchen, drei Arten von Ziffern (Mediävalziffern, Tabellenziffern oder „lining figures“ und Mediävalziffern mit unterschiedlichen Zeichenbreiten) und verschiedene f-Ligaturen.

### FF Nexus
Der Schriftfamilie Nexus (2004) – der Name ist das lateinische Wort für „Zusammenhang, Verbindung, Verknüpfung“ – legte Majoor das gleiche Prinzip zugrunde wie der Scala und der Seria: „Die Serifen- und die serifenlose Version einer Schrift sollten sich die Hand reichen, sie sollten miteinander harmonieren und kooperieren.“ Im Gegensatz zu den beiden früheren Schriftfamilien umfasst Nexus jedoch nicht nur eine Serifen- und eine serifenlose Version, sondern auch zwei weitere: FF Nexus Mix und FF Nexus Typewriter. Die Nexus-Familie eigne sich daher besonders gut zur Darstellung des gleichen Textes in unterschiedlichen Sprachen.

## Auszeichnungen
- 1994 – Ermutigungspreis Grafische Gestaltung 1994. Amsterdam Kunst Fonds für die Scala-Familie.
- 1995 – Preis Beste Bücher 1995 für Adieu æsthetica & mooie pagina’s! über Jan van Krimpen.
- 2001 – Preis International Typographic Awards in London für die Seria-Familie.
- 2001 – Preis ATypI Type Design Competition Bukva:raz! in Moscow für die Seria-Familie.
- 2006 – Preis Creative Review Type Design Award für die Nexus-Familie im kategorie Text Families.